# 33737 Helenlyons
33737 Helenlyons este o planetă minoră (asteroid) din centura de asteroizi. A fost descoperită pe 14 iulie 1999 la Experimental Test Site⁠(d) de Lincoln Near-Earth Asteroid Research. 
Obiectul prezintă o orbită caracterizată de o semiaxă mare de 2,7093767 UAi, o excentricitate de 0,19, o înclinație de 5,25786 ° în raport cu ecliptica.